# José dos Reis Carvalho
José dos Reis Carvalho (Ceará, ca. 1798/1800 - Rio de Janeiro, ca. 1892?) foi um pintor, desenhista e professor brasileiro. Em 1824, ingressou na primeira turma do curso de pintura da Academia Imperial de Belas Artes (AIBA), onde foi aluno de Jean-Baptiste Debret. Foi também desenhista, cenógrafo e professor de desenho da Escola Imperial de Marinha, no Rio de Janeiro.
Acompanhou a Comissão Científica de Exploração, alcunhada "Comissão das Borboletas", responsável por documentar os aspectos etnográficos, zoológicos e botânicos do sertão brasileiro, sobretudo em sua terra-natal, a então província do Ceará.
Reis Carvalho integrou as duas primeiras exposições de alunos e professores da AIBA, em 1829 e 1830. Entre 1843 e 1872, participou de seis edições das Exposições Gerais de Belas Artes, sendo agraciado com a medalha de ouro em duas oportunidades. Em 1848, foi consagrado com o título de Cavaleiro da Ordem da Rosa.

## Vida e obra

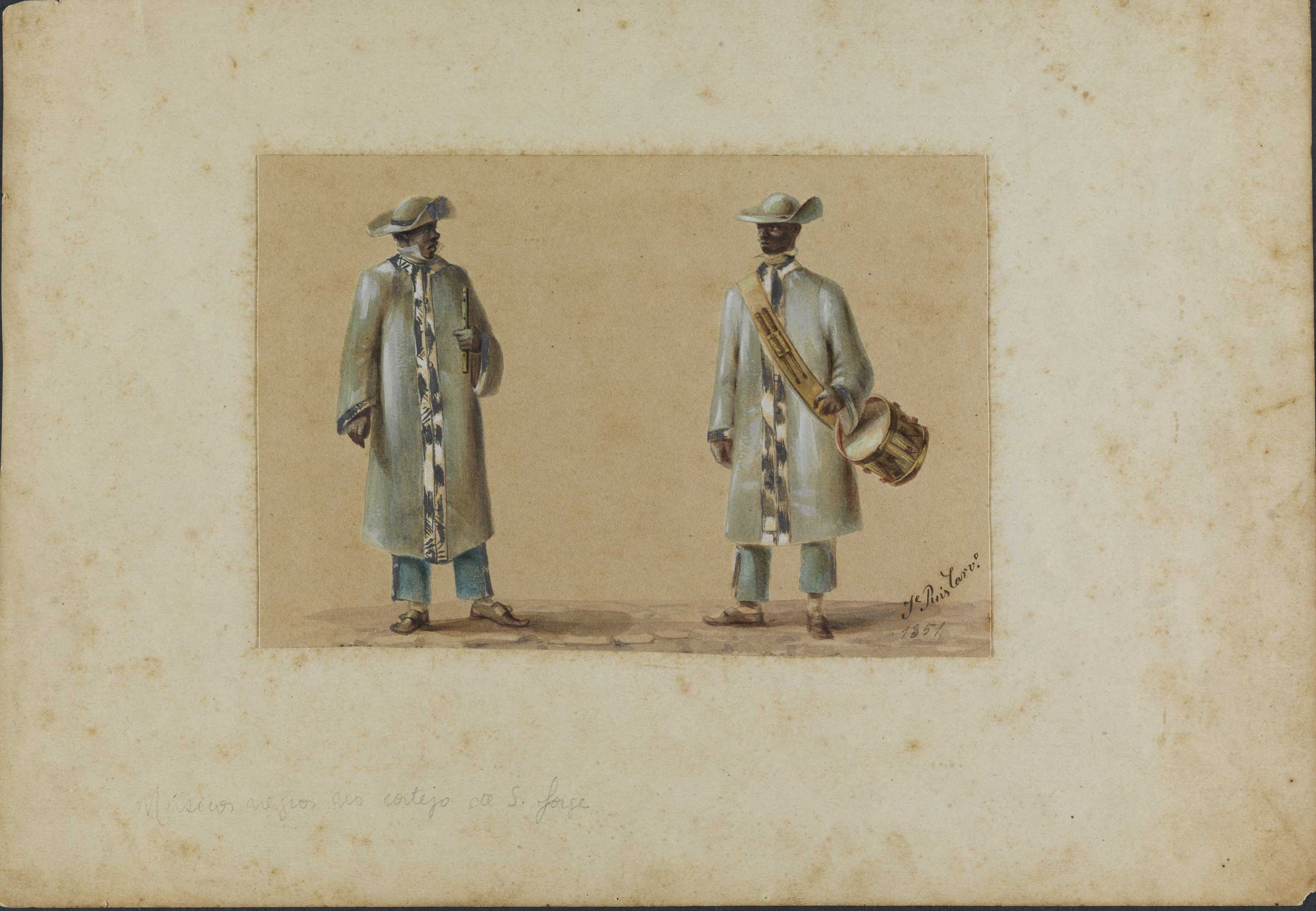
Músicos negros no cortejo de São Jorge

As informações sobre a vida de José dos Reis Carvalho são relativamente escassas e, na maior parte das vezes, imprecisas ou contrastantes entre si. Ignoram-se as localidades exatas e as datas de seu nascimento e morte, bem como dados sobre sua vida no período anterior ao ingresso na Academia Imperial de Belas Artes. Alguns autores, como Down Ades, situam seu nascimento no ano de 1800. Para Bruno Pedrosa, a data correta seria 1798. Há consenso no entanto quanto ao fato de que o pintor integrou a primeira turma de 21 alunos do curso de pintura da Academia, onde se matriculou em 1824. 

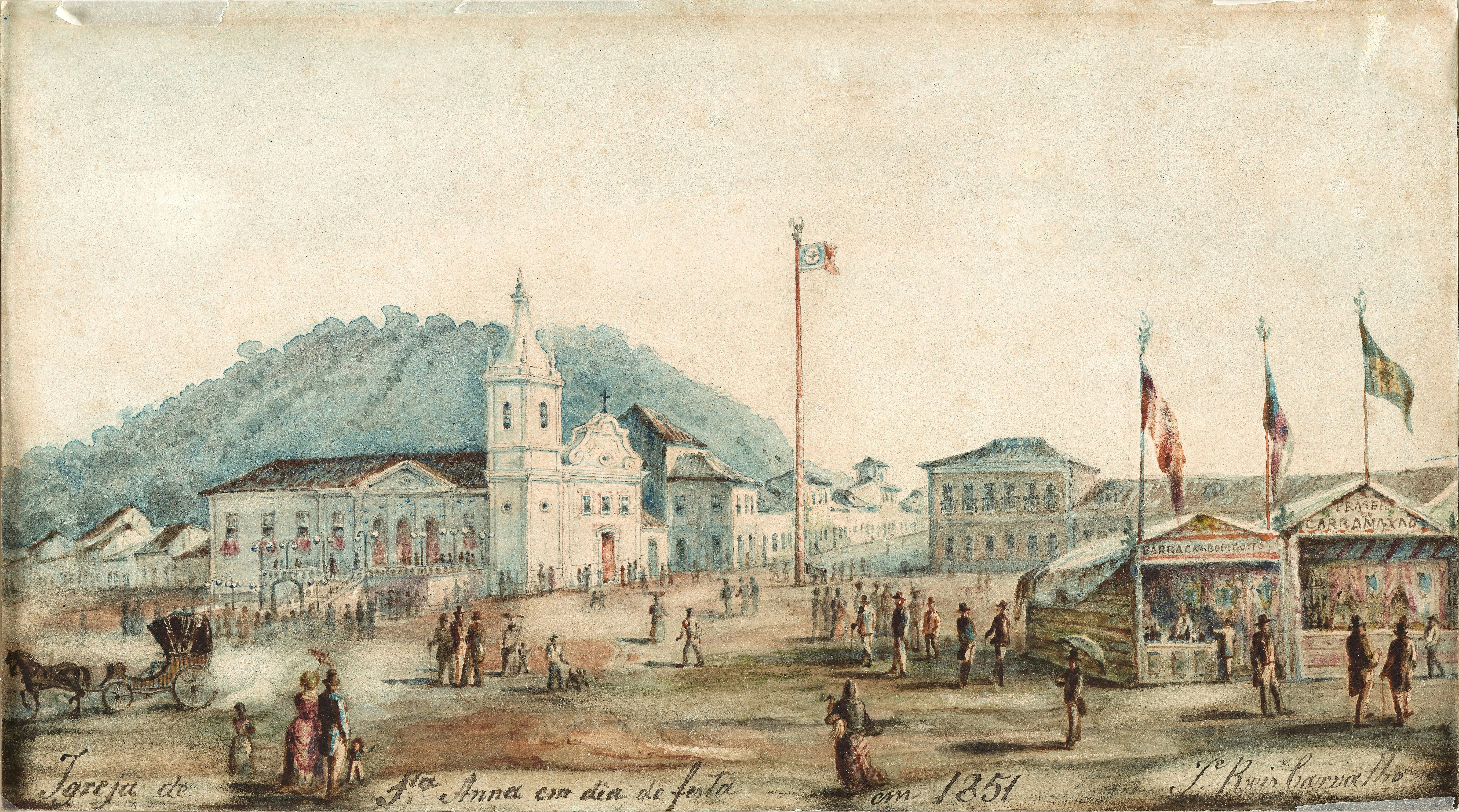
Igreja de Santana em dia de festa, 1851

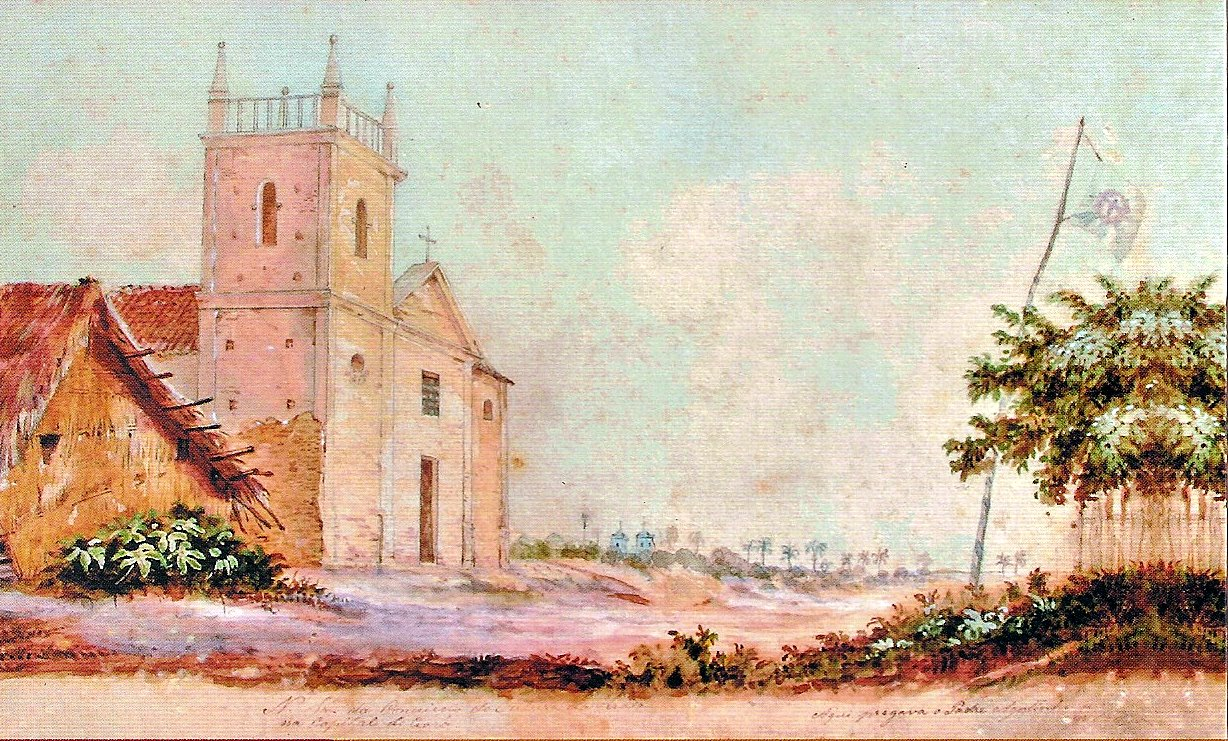
Igreja de Nossa Senhora da Conceição da Prainha, 1859

Na AIBA, Reis Carvalho foi discípulo de Jean-Baptiste Debret - pintor neoclássico, integrante da Missão Artística Francesa, que se estabeleceu no Rio de Janeiro a convite de Dom João VI com o objetivo de criar uma escola nacional de arte no Brasil. Foi muito provavelmente a influência de Debret que levou o artista a valorizar o uso da aquarela na execução de trabalhos rápidos, representando cenas do cotidiano. Reis Carvalho integrou a primeira Exposição da Classe de Pintura Histórica da Academia em 1828, apresentando quatro telas: duas cópias de obras de Debret (Prisão e Marinha) e duas obras originais (uma derivação de Prisão e uma natureza-morta, intitulada Grupo de Frutas e Flores do País).
Na segunda Exposição da Classe de Pintura, realizada em 1829, voltou a expor os trabalhos anteriores, apresentando ainda uma outra cópia de Debret (Retrato de Giulio Romano) e mais duas criações próprias (Castelo Antigo e Alegoria da Criação da Ordem da Conceição). Não obstante, seriam as suas naturezas-mortas que lhe granjeariam algum renome, em detrimento de seus retratos e paisagens: Tomás Gomes dos Santos e Gonzaga Duque elogiavam a "paciência e perfeição" com que representava flores e frutos, bem como a "imitação da verdade" demonstrada em tais obras. Em sua Viagem Pitoresca e Histórica ao Brasil, Debret se refere ao artista como "pintor de flores e decorador", e informa sua ocupação como "professor de Desenho da Escola Imperial de Marinha na vaga de José de Cristo, falecido". Em 1848, cinco anos após receber sua primeira medalha de ouro, foi nomeado Cavaleiro da Ordem da Rosa.

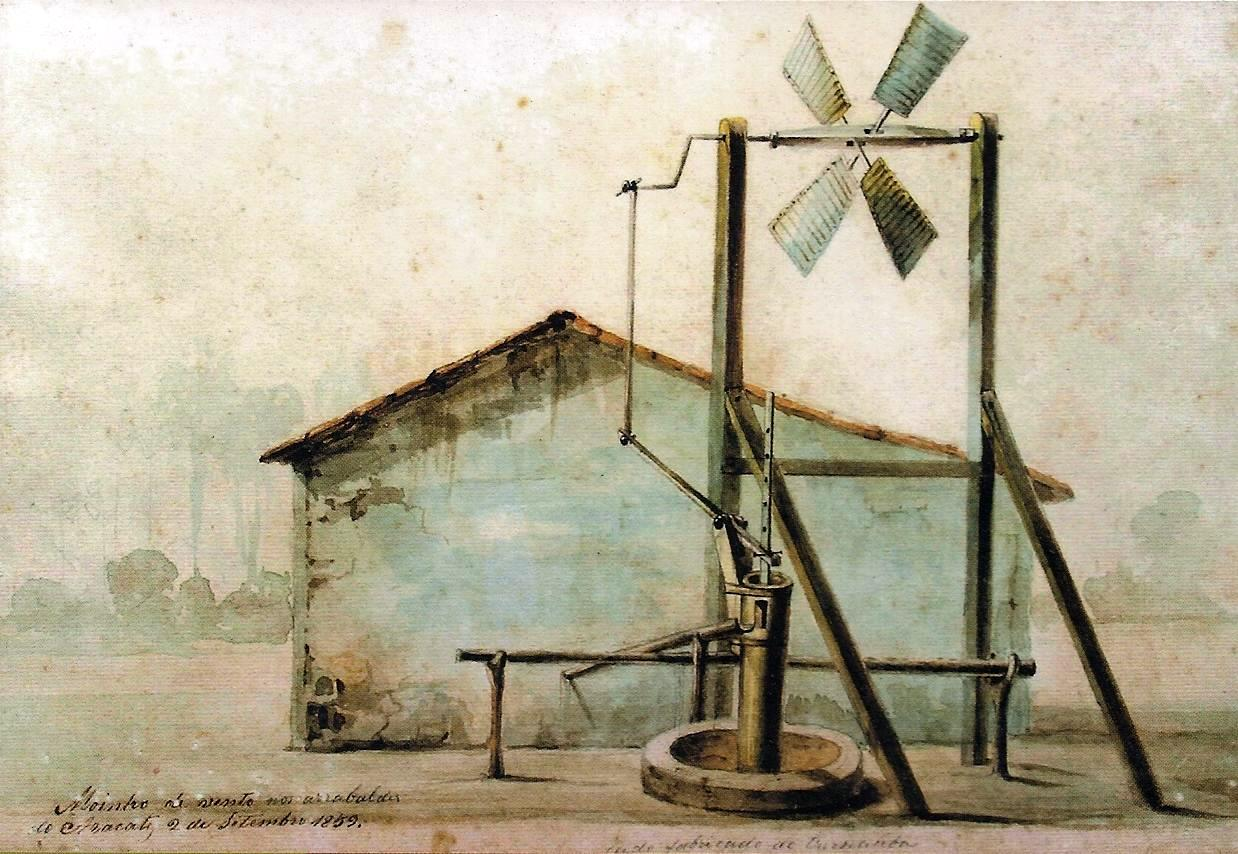
Moinho de vento nos arrebaldes de Aracati, 1859

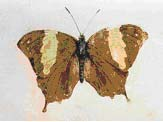
Borboleta, 1859-1861

A fidelidade com que o artista executava seus temas foi provavelmente o fator que lhe rendeu uma indicação para integrar a Comissão Científica de Exploração. Organizada pelo Instituto Histórico e Geográfico Brasileiro e patrocinada por Dom Pedro II, a comissão tinha por objetivo proceder a um levantamento detalhado dos aspectos etnográficos, geológicos, geográficos, zoológicos e botânicos das províncias da Região Nordeste. Por falta de recursos, no entanto, acabou se restringindo ao Ceará e às suas regiões limítrofes. A expedição durou aproximadamente cinco anos, entre 1859 e 1861.
O naufrágio da embarcação Palpite pôs a perder boa parte dos dados coletados in loco pela Comissão, incluindo-se aí o conjunto completo de fotografias. Dessa forma, as aquarelas e desenhos executados por Reis Carvalho constituem-se no mais importante núcleo documental da expedição que chegou aos dias de hoje. No Ceará, Reis Carvalho registrou a arquitetura local (igrejas, casebres e interiores de residências, vilarejos, moinhos de vento), as paisagens, a vegetação, os acidentes geográficos e a topografia, além do cotidiano das comunidades e suas atividades econômicas, como a pescaria e o artesanato. Em suas aquarelas produzidas durante a expedição, Reis Carvalho volta a demonstrar seu preciocismo, em obras ricas em detalhes, construídas sob cuidadosos estudos de perspectiva e imbuídas de intensa luminosidade.
De volta ao Rio de Janeiro, o artista voltou a lecionar na Escola de Marinha, assumindo também o cargo de professor de desenho da Academia de Belas Artes. Participou de mais duas Exposições Gerais da AIBA, voltando a receber a medalha de ouro em 1865.
Segundo o historiador Gonzaga Duque, Reis Carvalho teria falecido "esquecido, no interior da província do Rio de Janeiro". Apesar disso, não há registros documentais da data, local ou circunstâncias de sua morte. Heitor de Assis Júnior observa que há obras datadas pelo pintor de 1882 e que o mesmo é registrado como professor honorário da Academia no ano de 1891, o que contraria a tese de outros historiadores que situam seu falecimento no ano de 1872, quando participa de sua derradeira exposição coletiva.